# General Electric/Rolls-Royce F136
Le General Electric/Rolls-Royce F136 était un turboréacteur à double flux avancé en développement par les compagnies General Electric et Rolls-Royce Holdings plc. pour le Lockheed Martin F-35 Lightning II. Les deux compagnies stoppèrent leurs travaux sur le projet en décembre 2011, après avoir échoué à obtenir du soutien du Pentagone pour un développement plus avancé.

## Développement
Tous les premiers F-35 devaient être équipés du Pratt & Whitney F135, mais il fut prévu que les contrats de moteurs soient mis en concurrence à partir du lot no 6 de ces avions. Les moteurs sélectionnés seraient soient le F135, soit un moteur produit par l'équipe GE/RR Fighter Engine Team, et désigné F136. La GE/RR Fighter Engine Team était une coopération entre GE Aviation à Cincinnati, Ohio (États-Unis), à 60 %, et Rolls-Royce, à Bristol au Royaume-Uni et à Indianapolis, Indiana (États-Unis), à 40 %. En août 2005, le département de la Défense des États-Unis (USDoD) attribua à l'équipe GE et Rolls-Royce un contrat de 2,4 milliards de dollars pour développer le F136. Le contrat fut attribué pour la phase de développement et démonstration (System Development and Demonstration, SDD) du F136, qui devait être mis en route avant septembre 2013.
Le budget de la défense des États-Unis annoncé le 6 février 2006 excluait le F136, laissant ainsi Pratt & Whitney, constructeur du F135, comme seul fournisseur de moteurs pour les chasseurs F-35. Le Congrès, cependant, contourna cette décision et attribua des fonds pour l'année fiscale 2007, plus tard en 2006. En novembre 2006, l'équipe GE/Rolls-Royce compléta avec succès une revue de conception préliminaire de trois mois avec le bureau du programme F-35 et le contractant principal, Lockheed Martin.
Le 13 février 2008, l'équipe GE/Rolls-Royce compléta avec succès sa revue de conception critique (Critical Design Review, CDR) pour le F136. Pendant la CDR, le bureau du gouvernement américain pour le programme JSF valida et approuva la conception du moteur. Pendant cette revue furent également analysés et évalués chacun des aspects du concept, afin de procéder à la fabrication des premiers moteurs de série. Le procédé fit appel à 80 revues détaillées de composants du moteur et de la conception de ses modules, faisant appel à des experts du programme JSF, de General Electric et de Rolls-Royce.
Le 20 mars 2008, le F136 compléta un programme de tests de la postcombustion à haute altitude au centre Arnold de développement d'ingénierie de l’US Air Force, dans le Tennessee, incluant du matériel d'échappement commun pour le F-35. Tous les objectifs des tests furent atteints, utilisant un moteur avec les systèmes d'échappement des versions à décollages conventionnels (CTOL) et courts (STOVL) du F-35. La configuration moteur incluait une soufflante de production et un système de postcombustion fonctionnel, permettant d'effectuer plusieurs sessions de test à pleine puissance du moteur. L'équipe GE/Rolls-Royce compléta avec succès les tests de décollages courts et d'atterrissages verticaux (STOVL) sur un F136 au bâtiment de tests de General Electric à Peebles, dans l'Ohio, le 16 juillet 2008.
Le premier moteur nouvellement assemblé commença à être testé le 30 janvier 2009, sous le contrat de développement et de démonstration (SDD) initialement passé avec le bureau gouvernemental du programme JSF. Cet événement marqua l'arrivée du premier moteur assemblé depuis la validation du concept, en 2008. L'objectif initial fixé par le contrat avait été atteint un mois avant la date prévue.
Citant l'acte de réforme de l'acquisition des systèmes d'armement de 2009 (en), l'équipe GE/Rolls-Royce soumit une offre à prix fixe pour le F136 au Pentagone, le 28 septembre 2009. Cette approche à prix fixé d'avance, qui était inattendue, aurait couvert la production initiale de moteurs F136, commençant avec le second lot de production. D'après l'équipe GE/Rolls-Royce, la proposition aurait permis d'éviter des risques de dépassement de coûts importants pour les contribuables jusqu'à ce que la compétition entre le F136 et le F135 commence, en 2013.
De 2006 à 2010, le Département de la Défense n'avait requis aucun apport de fonds pour le programme alternatif F136, mais le Congrès avait maintenu cet apport de fonds,. Le Département de la Défense américain n'avait pas émis de besoin de financement pour le programme F136 pour l'année fiscale 2010. Dans un rapport émis le 18 juin 2009, le House Armed Services Committee, service supervisant et gérant l'attribution des budgets au département de la défense et aux armées, cita les dépassements de coûts du programme F135 de Pratt & Withney (1,872 milliards de dollars de dépassement) comme motif pour continuer à financer le programme F136,.
Le 2 novembre 2009 l'équipe du F136 annonça qu'elle allait redessiner une petite partie du diffuseur menant à la chambre de combustion, après l'apparition d'une fissure après les tests. Les tests reprirent le 22 janvier 2010. L'équipe GE/Rolls-Royce était alors à sa quatrième année de son contrat de développement SDD avec le bureau du programme JSF. L'équipe avait totalisé 800 heures de tests sur les moteurs pré-SDD et SDD. Début 2010, la pleine poussée avec postcombustion avait été atteinte au cours des tests du premier moteur assemblé au standards de production.
Le 24 mars 2011, le Département de la Défense publia un ordre d'arrêt de travail temporaire de 90 jours après que le Congrès ait échoué à faire passer le budget de la Défense. GE déclara qu'elle continuera le travail sur ses fonds propres, malgré l'ordre d'arrêt de travail, comme autorisé dans la publication et comme suggéré par Shwartz l'année précédente,,. Cependant, GE était limitée à des travaux de conception uniquement, l'ordre d'arrêt des travaux les empêchant d'utiliser le matériel existant.
Le 12 avril 2011, GE réduisit l'équipe travaillant sur le projet de 1 000 employés à seulement 100, qui travailleraient sur le F136 et les technologies de propulsion pour « de futurs avions de combat »,. GE allait redéployer ses employés vers des projets commerciaux, mais n'embaucherait pas les centaines d'ingénieurs qu'elle espérait. Le 25 avril 2011, le Département de la Défense stoppa le contrat avec GE et demanda que les moteurs construits à cette date soient arrêtés.
Le 5 mai 2011, GE et Rolls-Royce proposèrent de payer pour le développement en 2012 et demandèrent l'accès au matériel existant. En basculant sur un financement privé, les coûts auraient été réduits de 480 millions de dollars à seulement 100 millions, 60 % étant à la charge de General Electric et les 40 % restants à la charge de Rolls-Royce. Après l'auto-financement du projet, GE et Rolls-Royce annoncèrent, le 2 décembre 2011, qu'ils ne continueraient pas le développement du F136 parce-que cela n'était pas dans leur plus grand intérêt,. À cette date, les six moteurs déjà assemblés avaient accumulé plus de 1 200 heures de tests depuis 2009. Pendant l'année, GE affirma que le développement des moteurs était complet à 80 %, les travaux restants auraient réclamé encore un milliard de dollars de financement.

## Caractéristiques
Dérivé du General Electric YF120, le F136 développe 80,1 kN de poussée en configuration STOVL (Short Take-Off Vertical Landing : Décollage court, atterrissage vertical). Combinée avec la poussée du LiftFan (89 kN) et des deux buses de stabilisation et contrôle en roulis (8,67 kN chacune), l'ensemble du Rolls-Royce LiftSystem produit une poussée totale de 186 kN. Cette valeur est bien plus élevée que la poussée maximale de 106 kN que produit le Rolls-Royce Pegasus du Harrier.

## Applications
- Lockheed Martin F-35 Lightning II